# Всеславянский комитет
Всеславянский комитет (1941—1962) — антифашистская общественная организация. Её основной задачей было объединение всех славян на борьбу с нацизмом и фашизмом. На протяжении всей его истории Комитетом руководил советский генерал-лейтенант инженерных войск А. С. Гундоров.

## История
В июле 1941 года А. С. Щербакову от эмигрантов из славянских стран, живших в СССР, поступило предложение создать «Всеславянский комитет». Эта идея нашла одобрение И. В. Сталина, к тому времени уже разочаровавшегося в идеях интернационализма и в условиях войны за существование народов СССР обратившегося к идеям патриотизма.
Комитет был создан 5 октября 1941 года на учредительном собрании представителей славянских народов, проживавших в СССР. Основной целью Комитета в военные годы являлось формирование антифашистского движения в славянских странах и организация его поддержки среди славянских общин в союзных и нейтральных государствах.
4 апреля 1942 года в Москве состоялся Второй всеславянский митинг
9 мая 1943 года в Москве состоялся Третий Всеславянский митинг.
В 1944 году в Лондоне был создан Всеславянский комитет Англии, имевший аналогичные взгляды с тем Всеславянским комитетом, что был создан в 1941 в Москве. Всеславянский комитет Англии поддерживал его во всех начинаниях.

### Послевоенный период: реорганизация в Славянский комитет СССР
В странах Восточной Европы возникли славянские комитеты. В 1946 году Славянские комитеты существовали в Чехословакии (там было две организации — Славянский комитет Чехии и Славянский комитет Словакии), Польше, Югославии (в том числе в каждой из ее республик) и Болгарии. Славянский комитет Словакии существовал только на бумаге, что обнаружилось при объединении его со Славянским комитетом Чехии.
В декабре 1946 года в Белграде прошел Славянский конгресс, который учредил Общеславянский комитет, в котором было по 5 человек от каждой из пяти славянских стран. Штаб-квартира располагалась в Белграде. В Белградской штаб-квартире работали:
- Председатель Президиума Божидар Масларич;
- Ответственный секретарь И. П. Медведев;
- 5 референтов (по одному от каждой славянской страны);
- Штатные югославские сотрудники.

В марте — июне 1948 года в связи с советско-югославским конфликтом Медведев и референты-иностранцы уехали из Югославии. Вскоре Общеславянский комитет, где остались только югославы, прекратил свою деятельность.
27 марта 1947 года на собрании актива славянских деятелей СССР в Москве был создан в Славянский комитет СССР, который занимался налаживанием связей со всеми общинами славянских народов многих стран. При этом формально Всеславянский комитет упразднен не был, но к новой организации перешли его штаты и журнал «Славяне». Фактически это была реорганизация.
Сотрудники Комитета работали в Москве в доме Антифашистских комитетов (улица Кропоткина, 10), отделений в Украинской и Белорусской ССР не было (хотя в Уставе отмечалось, что члены Комитета в Киеве и Минске обладают свободой действий. В 1947 году были формально созданы в составе комитета секции науки, литературы и искусств (фактически они не действовали).
Деятельность комитета заключалась помимо издания «Славян» также в рассылке (для публикации) по «прогрессивным» зарубежным средствам массовой информации статей или газетных вырезок. Также комитет проводил юбилеи славянских деятелей культуры и устраивал приемы в честь иностранцев.
В 1949 году финансирование Комитета было сокращено почти вдвое по сравнению с 1947—1948 годами, но в 1950 году Комитету выделили больше денег, так как к нему приписали коллектив (более 20-ти человек) антититовской газеты югославских эмигрантов «За социалистическую Югославию». Таким образом, Комитет стал участвовать в антититовской информационной войне.
В 1951 году штаты Комитета были сокращены. В дальнейшем основным видом деятельности Комитета стал выпуск журнала «Славяне». Со страниц этого издания И. И. Удальцов и другие одобряли репрессии в отношении чехословацких коммунистов по делу «Сланского» (многие фигуранты этого дела числились членами Славянского комитета Чехословакии).
В мае 1958 года ЦК КПСС принял решение о закрытии журнала «Славяне». После закрытия журнала «Славяне» штаты Комитета сократили, а его деятельность свелась к приему иностранных туристов.

### Закрытие
В марте 1962 года штаты Комитета сократили до 1 человека, что фактически было его закрытием. Формально комитет не ликвидировали как минимум до смерти Гундорова. Гундоров писал о последнем времени работы Комитета:

Та работа, которая проводилась по славянским странам, разошлась по отдельным каналам: борьба за мир — в Советском Комитете защиты мира; обмен опытом строительства социализма — обществам дружбы со славянскими странами; связь между участниками войны, партизанского движения и сопротивления — Комитету ветеранов войны; вопросы науки и искусства — Институту славяноведения АН СССР; вопросы информации — Агентству печати «Новости»… в Славянском комитете я один с референтом… в комнатушке, в которую неудобно даже пригласить наших славянских товарищей

## Издания Комитета
С 1942 года одним из основных органов Комитета был журнал «Славяне».

## Основатели комитета
Среди основателей Комитета был целый ряд известных славянских деятелей:
- Зденек Неедлы
- Марианн Янушайтис
- Божидар Масларич
- А. Стоянов
- Александр Корнейчук
- Анатолий Лаврентьев
- Алексей Толстой
- Янка Купала
- Александр Фадеев
- Марек Чулен
- Иван Локота
- Ванда Василевская
- Ондра Лысогорский
- Дюро Салай
- Радуле Стийенский
- Димитрий Влахов